# It's only time
It's Only Time es el segundo álbum de estudio y debut discográfico del cantautor estadounidense Drake Bell. Se trata de su primer lanzamiento con un gran sello discográfico, Universal Motown Records. El álbum es la continuación de su álbum de debut, Telegraph. It's Only Time salió a la venta el 5 de diciembre de 2006. Se publicaron dos sencillos para este álbum. El primer sencillo, "I Know", se publicó el 17 de octubre de 2006. El segundo sencillo, "Makes Me Happy", se publicó el 16 de octubre de 2007.
El álbum debutó en el puesto 81 del Billboard 200, vendiendo 23.000 copias en su primera semana de lanzamiento. En 2012, se habían vendido más de 178.000 copias en Estados Unidos. It's Only Time, junto con su álbum en directo, es también el único álbum de Bell como artista de Motown.

## Antecedentes y lanzamiento
La grabación del álbum comenzó en la primavera de 2006. Drake Bell escribió todas las canciones del álbum, sin embargo, todas las canciones fueron, al igual que con Telegraph, coescritas junto con Michael Corcoran y/o C.J. Abraham. El álbum fue producido por Backhouse Mike (Michael Corcoran) y coproducido por Drake y C.J. Abraham, y fue mezclado por Rob Jacobs y C.J. Abraham. La portada del álbum fue fotografiada por Nabil Elderkin y la dirección artística de la portada y contraportada fue de John Pina.
Universal Motown Records, el sello de Bell en ese momento, dudaba en publicar un álbum que no contara con la contribución de sus músicos o productores, principalmente debido al hecho de que el sello era una encarnación de la Motown regular, que normalmente estaba formada por afroamericanos. soul y R&B, pero Bell dijo que sólo hizo falta una canción para convencerles de que la publicaran. Bell también dijo: "Creo que hacerlo de otra forma sería falso. Me sentía capaz de conseguirlo, y lo hicimos". 
El álbum tuvo dos sencillos, "I Know", lanzado el 17 de octubre de 2006. "I Know" también tuvo un vídeo musical que se emitió en MTV dos días después del lanzamiento del álbum y que se puede encontrar en la versión deluxe del álbum. Y el segundo sencillo, "Makes Me Happy", que salió a la venta el 16 de octubre de 2007.
Las cuatro últimas canciones del álbum forman "una narración sobre los altibajos en tres relaciones diferentes", que van juntas, sin pausas, un acreditado homenaje a la segunda cara de The Beatles' Abbey Road'.
La carátula del álbum, en la que aparece Bell en un submarino aparentemente moderno y a la vez retro, se basa en la primera canción del álbum, "Up Periscope".
Tres versiones del álbum fueron puestos en libertad, una versión estándar que sólo incluía las 11 pistas, una versión de lujo que viene con un bono de DVD y una pegatina de vinilo, y la versión de Walmart que era muy similar a la versión de lujo, pero incluye un extra de dos pistas que son "De alguna manera" y "Found A Way" La versión de Walmart también vino con el vinilo Drake Bell pegatina.
A este álbum le siguió el álbum de vídeo de Bell, Drake Bell In Concert. Sin embargo, el siguiente álbum de estudio de larga duración fue Ready Steady Go! en 2014.

## Sencillos
"I Know", el sencillo principal, fue lanzado el 17 de octubre de 2006 en un CD sencillo, y fue lanzado como descarga digital el 21 de noviembre de 2006. El video musical oficial fue lanzado el 6 de diciembre de 2006.
El segundo sencillo, "Makes Me Happy" se publicó el 16 de octubre de 2007, en Radio Disney, disponible para descarga digital.

## Tour
Recientemente se anunciaba que Drake Bell viajaría a los EE. UU. en el verano de 2007 como parte de su gira de la promoción de It's Only Time. El viaje comenzó el 7 de julio en Muskegon, MI y se terminó el 2 de septiembre en Miami, FL. Corbin Bleu, Bianca Ryan y Aly y AJ fueron invitados especiales durante el viaje.
Drake Bell Tour 2011.

## Vídeo musical
Drake Bell realizó un vídeo musical para el álbum. El vídeo musical se hizo para la canción "I Know" y un día después del lanzamiento del álbum, se mostró en MTV.

## Rendimiento comercial
It's Only Time es el primer álbum de Drake Bell en alcanzar la lista Billboard 200 y su álbum más exitoso, con más de 178.000 copias vendidas en Estados Unidos. El álbum permaneció en la lista Billboard 200 durante cinco semanas, debutando en el puesto 81 con 23.000 copias vendidas en la primera semana. También estuvo una semana en las listas de Rock Album. En México tuvo más éxito, alcanzando el número cuatro en su lista. La versión del álbum de "Makes Me Happy" alcanzó el n.º 3 en la lista Billboard Bubbling Under Hot 100 (el equivalente al n.º 103 en la lista Billboard 100), convirtiéndose en la única canción de Bell en aparecer en alguna lista Billboard. La canción también hizo una breve aparición en las listas Billboard Pop en el número 67. Debido a la popularidad de la canción, Universal Motown, el sello discográfico de Bell, decidió lanzar la canción como sencillo en  Radio Disney. 

## Recepción Crítica
El álbum recibió críticas positivas con críticos alabando el desempeño y la composición de Bell. El álbum también se ha notado para su influencia pesada de Beatles. Allmusic escribió en su reseña del álbum, "Drake Bell revela una habilidad para encantadoras y bien elaboradas melodías pop en su debut en el sello discográfico de 2006, It's Only Time. Claramente un acólito devoto de los Beatles, Bell ofrece un conjunto de melodías que sorprendentemente, para una celebridad del pop enfocada en tween) rechaza en gran medida la moderna producción moderna a favor de un sonido vintage inspirado en Abbey Road Studio, como se revela mejor en el soleado y brillante "I Know" y en el alegre y piano "Fool the World". 

## Listado de canciones
Todas las canciones son escritas por Jared Drake Bell, Christopher Jonathan Abraham & Michael Corcoran, excepto donde se indica.
Corcoran participó con su voz en la segunda mitad de la canción "Fool The World", pero no fue acreditado .

| N.º   | Título                   | Duración |  |
| 1.    | «Up Periscope»           | 3:15     |  |
| 2.    | «I Know»                 | 3:45     |  |
| 3.    | «Do What You Want»       | 3:25     |  |
| 4.    | «It's Only Time»         | 3:59     |  |
| 5.    | «Found a Way (Acoustic)» | 3:02     |  |
| 6.    | «Makes Me Happy»         | 2:07     |  |
| 7.    | «Fool the World»         | 4:42     |  |
| 8.    | «Fallen for You»         | 3:16     |  |
| 9.    | «Rusted Silhouette»      | 3:08     |  |
| 10.   | «Break Me Down»          | 2:06     |  |
| 11.   | «End It Good»            | 1:45     |  |
| 34:26 |                          |          |  |

Wal-Mart bonus tracks
|     |               |          |  |  |  |  |  |  |  |  |
| N.º | Título        | Duración |  |  |  |  |  |  |  |  |
| 12. | «Somehow»     | 4:40     |  |  |  |  |  |  |  |  |
| 13. | «Found a Way» | 2:55     |  |  |  |  |  |  |  |  |

iTunes bonus tracks
|     |             |          |  |  |  |  |  |  |  |  |
| N.º | Título      | Duración |  |  |  |  |  |  |  |  |
| 12. | «Telegraph» | 3:39     |  |  |  |  |  |  |  |  |

El DVD que venia con la edición deluxe contenía las siguientes canciones:
1. Guitar Lesson #1
2. Guitar Lesson #2
3. Photoshoot Outtakes
4. Acoustic Performance
5. I Know Official Video

## Charts
| Chart (2006–07)                  | Peak position |
| -------------------------------- | ------------- |
| Estados Unidos (Billboard 200)   | 81            |
| Estados Unidos (Top Rock Albums) | 21            |